# Сайрен де Мер
Сайрен де Мер (англ. Syren De Mer), настоящее имя Шеннон Л. Поллок (англ. Shannon L Pollock, род. 24 июня 1969 года) — американская порноактриса и модель ню. Известна своими ролями в фильмах для взрослых в жанре MILF, таких как The Queen of Milfs. Лауреат премий AVN Awards и XBIZ Award.

## Биография
Сайрен родилась в 1969 году в Беллингеме, штат Вашингтон. Позже её семья переехала, и она выросла в Якиме. После окончания средней школы де Мер переехала в Сиэтл и поступила в Сиэтлский художественный институт, который окончила со степенью в области фотографии.
В тот же период она познакомилась и вышла замуж за художника Андре Дарка. После колледжа де Мер работала моделью, и пара начала встречаться с местным сообществом свингеров.
Начала сниматься в фильмах для взрослых в 2006 году. На 2025 год снялась более чем в 830 фильмах.
У де Мер есть несколько татуировок: одна на правом запястье, другая на нижней части спины и пирсинг в пупке. Кроме того, Сирен — мать двоих детей и живёт в Сиэтле и Лос-Анджелесе.

## Награды и номинации
| Год  | Церемония  | Результат | Номинация                              | Работа        |
| ---- | ---------- | --------- | -------------------------------------- | ------------- |
| 2015 | AVN Awards | Номинация | Premio fan: MILF más caliente          | н/д           |
| 2017 | XBIZ Award | Номинация | Лесбийская исполнительница года        | н/д           |
| 2017 | XBIZ Award | Номинация | Лучшая актриса второго плана           | Vegas Sins    |
| 2017 | XBIZ Award | Победа    | Лучшая сцена секса в лесбийском фильме | Road Queen 35 |

## Избранная фильмография
- 2006 : Fuckin MILFs 1
- 2007 : My Favorite MILF
- 2007 : Party Girls
- 2008 : Knock Up My Mommy 2
- 2008 : Interracial MILF Orgy 2
- 2009 : Doing My Step Mom 2
- 2009 : MILF Gape
- 2010 : Purely Anal MILFs 1
- 2010 : Seattle Swinger’s Party
- 2011 : Please Make Me Lesbian 1

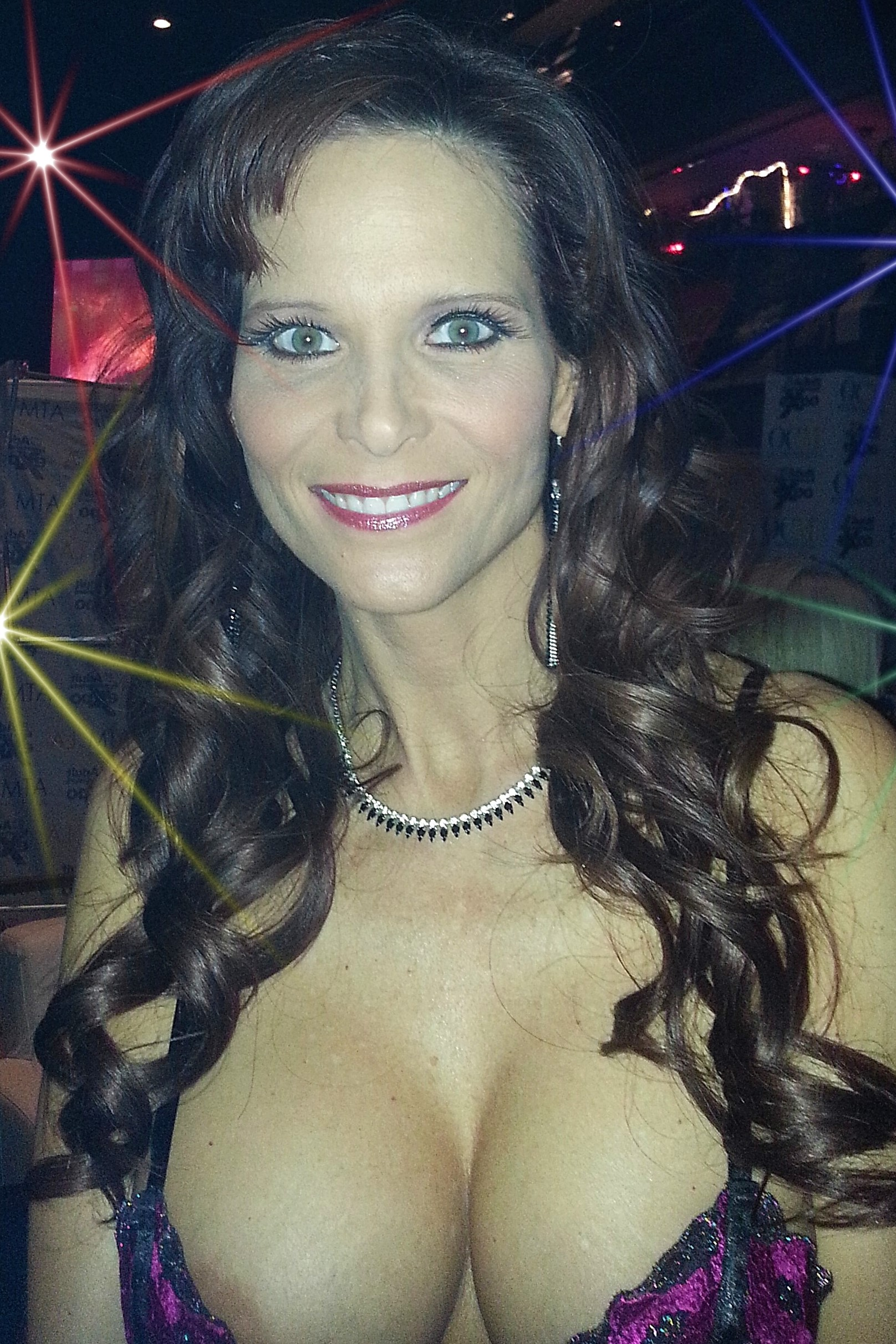
Сирен на церемонии AVN Awards в 2014 году.

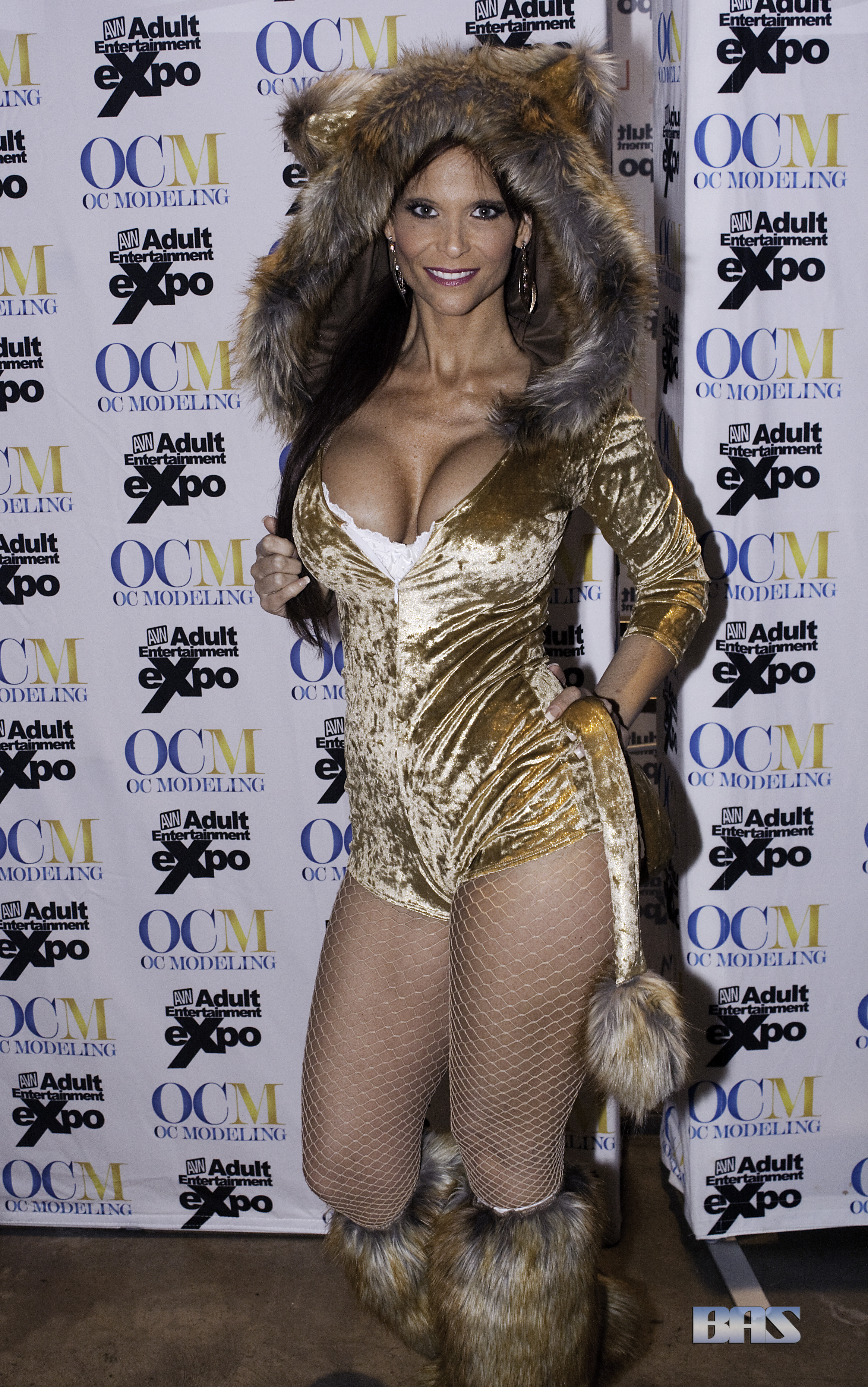
Сайрен де Мер на AVN Adult Entertainment Expo, 2016 год

- 2011 : Mother-Daughter Exchange Club 21 с Тринити Сент-Клэр
- 2012 : Mother-Daughter Exchange Club 25 с Kiera Winters
- 2012 : Cheer Squad Sleepovers Episode 1 с Hayden Hawkens (сцена 1) и Vanilla DeVille (сцена 4)
- 2012 : Cheer Squad Sleepovers Episode 2 с Abby Darling (сцена 2) и Джорджией Джонс (сцена 4)
- 2012 : Cheer Squad Sleepovers Episode 3 с Daisy Layne
- 2012 : Lesbian Seductions: Older/Younger 39 с Rilee Marks
- 2012 : Lesbian Seductions: Older/Younger 43 с Одетт Делакруа
- 2012 : Road Queen 22 с Домой
- 2013 : Road Queen 26 с Дженной Дж. Росс
- 2013 : Women Seeking Women 92 с Чери Девилль и Дженной Дж. Росс
- 2013 : Mother-Daughter Exchange Club 28 с Kiera Winters
- 2014 : Mother-Daughter Exchange Club 32 с Кэнделл Карсон
- 2014 : Lesbian Seductions: Older/Younger 46 с Бри Дэниелс (сцена 1) и Alice March (сцена 4)
- 2014 : Women Seeking Women 111 с Таней Тейт
- 2015 : Women Seeking Women 115 с Элексис Монро
- 2015 : Women Seeking Women 117 с Чери Девилль
- 2015 : Mother-Daughter Exchange Club 37 с Scarlet Red
- 2015 : Mother-Daughter Exchange Club 41 с Джиллиан Джансон
- 2016 : Mother-Daughter Exchange Club 43 с Кристен Скотт
- 2016 : Lesbian Seductions: Older/Younger 56 со Скарлетт Сэйдж
- 2016 : Road Queen 35 с Домой
- 2016 : Mother-Daughter Exchange Club 45 с Katy Kiss
- 2017 : Cheer Squad Sleepovers 21 с Summer Day
- 2017 : Mother-Daughter Exchange Club 49 с Эльзой Джин
- 2017 : Lesbian Seductions: Older/Younger 60 с Jessica Rex